# Stenobionty

Wykres ideowy ilustrujący różny rozwój organizmów w zależności od natężenia czynnika środowiska:
A – eurybionty;
B – oligostenobionty;
C – mezostenobionty;
D – polistenobionty

Stenobionty (gr.: stenós – wąski) – gatunki o wąskim zakresie tolerancji ekologicznej dla danego czynnika, np. goryl, koralowce rafy koralowej, porosty itp. Stenobionty są dobrymi bioindykatorami (gatunkami wskaźnikowymi) – ich występowanie świadczy o obecności lub działaniu określonego czynnika. W praktyce gatunki wskaźnikowe wykorzystuje się także do określania stanu środowiska (np. stopnia jego zanieczyszczenia).
Stenobionty dzielimy na:
- mezostenobionty – organizmy żyjące w obrębie wartości średnich danego czynnika środowiskowego.
- oligostenobionty – organizmy żyjące w obrębie wartości niskich danego czynnika środowiskowego.
- polistenobionty – organizmy żyjące w obrębie wartości wysokich danego czynnika środowiskowego.

Przykładowe rodzaje stenobiontów:
- stenotermy – organizmy wymagające do przeżycia konkretnych wartości temperatury
- stenohaliny – organizmy potrafiące żyć tylko w wodzie o danym zasoleniu.